# Егерский пруд
Е́герский пруд (Охотничий) — искусственный водоём в районе Сокольники Восточного административного округа Москвы. Расположен в жилом районе к юго-востоку от парка культуры и отдыха «Сокольники» между Богородским шоссе и улицами Короленко, Большой Остроумовской и Охотничьей.

## Название
Своё название водоём получил от поселения царских егерей, которое располагалось на этой территории в XVII веке.
Об этом водоёме существует легенда, её достоверность под вопросом. В XVIII веке в районе пруда находился дикий парк, который служил охотничьими угодьями. Время от времени эти места посещала императрица Екатерина II. Во время одного из её визитов некий егерь подружился с фрейлиной, которую полюбил с первого взгляда, любовь оказалась взаимной. В день отъезда императрицы фрейлина поведала Екатерине о своей любви, но та поставила ей ультиматум: либо служба императрице, либо женитьба. Егерь просил фрейлину остаться с ним, но та отправилась со двором в Санкт-Петербург. На следующее утро егеря обнаружили мёртвым в пруду, он окончил жизнь самоубийством.

## Описание
Водоём имеет овальную форму. Его площадь составляет 1,5 га, средняя глубина — 2 метра, длина — 180 метров, ширина — до 100 метров. Питание осуществляется за счёт поверхностных вод и городского водопровода. Берега укреплены железобетонными плитами. Сток водоёма, вероятно, проходил по Охотничьему ручью в реку Яузу.
В 2008—2009 годах были проведены работы по благоустройству водоёма — его очистили от мусора, укрепили дно, заасфальтировали пешеходные дорожки, озеленили территорию, прилегающую к пруду. В центре пруда создали декоративный остров, на котором установили фонтан с подсветкой. Летом на пруду можно увидеть цветущие кувшинки-нимфеи, выращенные по специальной технологии в мелких тёплых искусственных водоёмах в большом розарии парка «Сокольники».